# Sabará
Sabará är en stad och kommun i östra Brasilien och ligger i delstaten Minas Gerais. Den är en förortskommun till Belo Horizonte och folkmängden uppgick till cirka 134 000 invånare år 2014. Kommunen har två separata befolkningscentran; centralorten (med cirka en tredjedel av kommunens invånare), samt den folkrikare Carvalho de Brito som ligger närmare centrala Belo Horizonte.

## Administrativ indelning
Kommunen var år 2010 indelad i fyre distrikt:
- Carvalho de Brito
- Mestre Caetano
- Ravena
- Sabará